# Ізольована точка кривої

Ізольована точка у початку координат (крива описана в тексті статті)

Ізольована точка кривої (англ. acnode) — тип особливої точки, координати якої задовольняють рівняння алгебричної кривої.
Ізольовані точки зазвичай знаходять при вивченні плоских алгебричних кривих над не алгебрично замкнутими полями, які визначаються як множина нулів багаточлена від двох змінних. Наприклад, рівняння
{\displaystyle f(x,y)=y^{2}+x^{2}-x^{3}=0\;}
має ізольовану точку у початку координат {\displaystyle \mathbb {R} ^{2}}, оскільки воно еквівалентно
{\displaystyle y^{2}=x^{2}(x-1)}
а {\displaystyle x^{2}(x-1)} невід'ємне при {\displaystyle x} ≥ 1 або {\displaystyle x=0}. Таким чином, над полем дійсних чисел рівняння не має розв'язків для {\displaystyle x<1}, за винятком (0, 0).
На відміну від дійсного поля рівняння над полем комплексних чисел не має ізольованої точки на початку координат, оскільки квадратний корінь з від'ємних чисел існує.
Ізольована точка є особливою точкою функції: обидві частинні похідні {\displaystyle {\frac {\partial f}{\partial x}}} і {\displaystyle {\frac {\partial f}{\partial y}}} обертаються в цій точці в нуль. Більш того матриця Гессе других похідних буде додатньо або від'ємно визначена.